# Maxín Picallo
Maxín Xulio Picallo Durán, nacido en Santo Ildefonso, lugar de la parroquia de Troáns, en Cuntis, en 1940, es un escultor gallego.

## Trayectoria

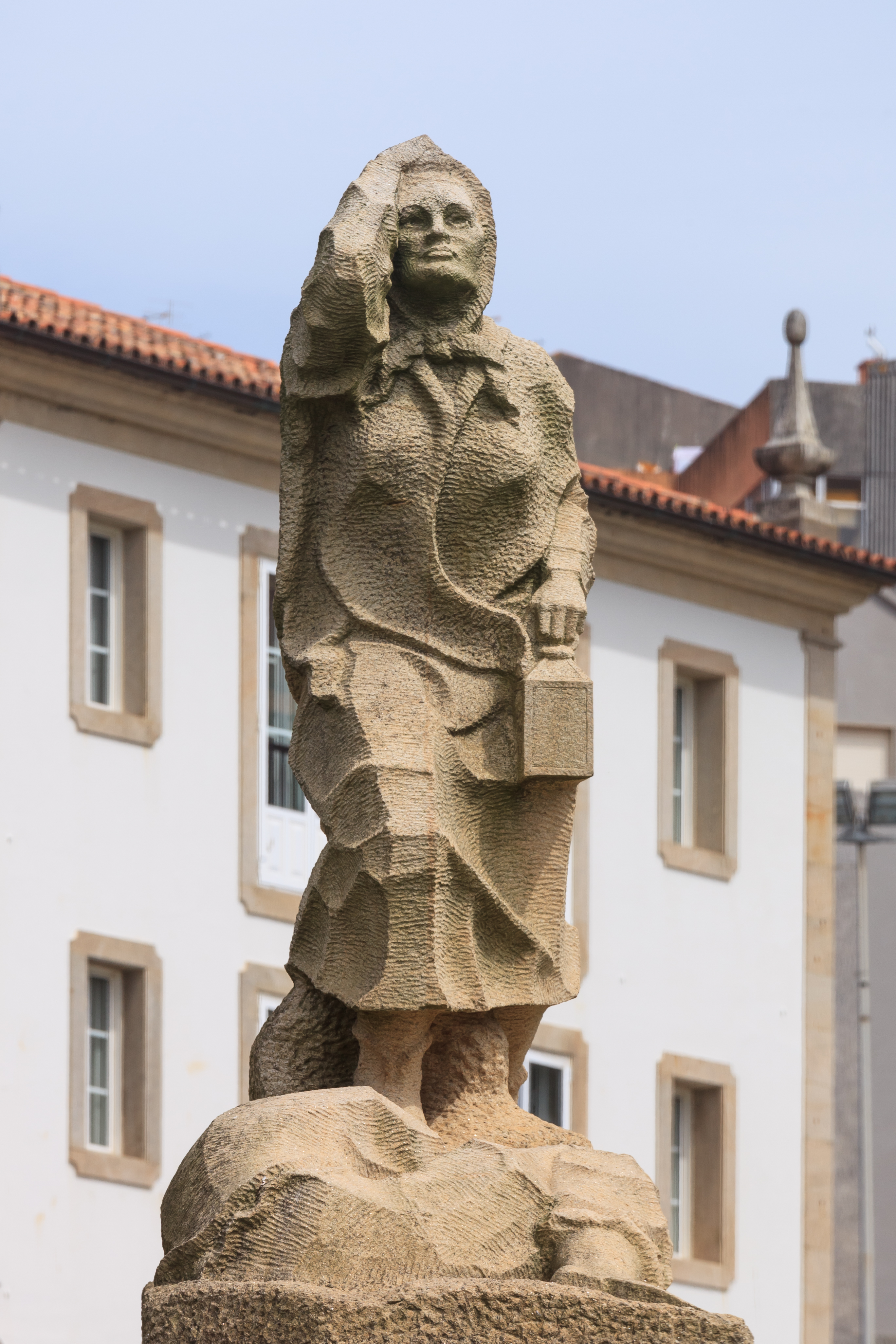
Monumento ó mariñeiro descoñecido, obra de Maxín Picallo.

Ya desde niño habilidoso tallando madera, marchó a Santiago de Compostela a estudiar en la Escuela de Artes y Oficios y ampliar su vocación. Allí fue alumno de Francisco Asorey.

## Obras
Entre otras:
- Monumento ó poeta Feliciano Rolán, La Guardia, 1972.
- Monumento alegórico a Tui, Tuy, 1985.
- Monumento ó mariñeiro emigrante, Moaña, 1988.
- Monument al Gelador Artesà, (1990). Ibi, Alicante. Monumento esculpido en granito negro que homenajea a los heladeros de la localidad.
- Encontro entre dous mundos, (1993). Bayona. Monumento conmemorativo del quinto centenario de la llegada de la carabela Pinta de Colón a Bayona con la noticia del descubrimiento de América.
- Monumento ó poeta Cabada, La Estrada, 2001.
- Monumento á Esperanza do Regreso do Emigrante, Beariz, 2001. Obra hecha junto con su hijo.
- O socorro, Benidorm.
- Monumento aos Canteiros de Cuntis. Cuntis.
- Monumento á Muller Labradora en Forcarey, obra de 2003.
- Monumento ó Mariñeiro Desaparecido, (2003). Puerto de La Guardia.
- Monumento ó Caudillo celta, Castro de Santa Tecla, 2004.